# Chủ nghĩa chiết trung

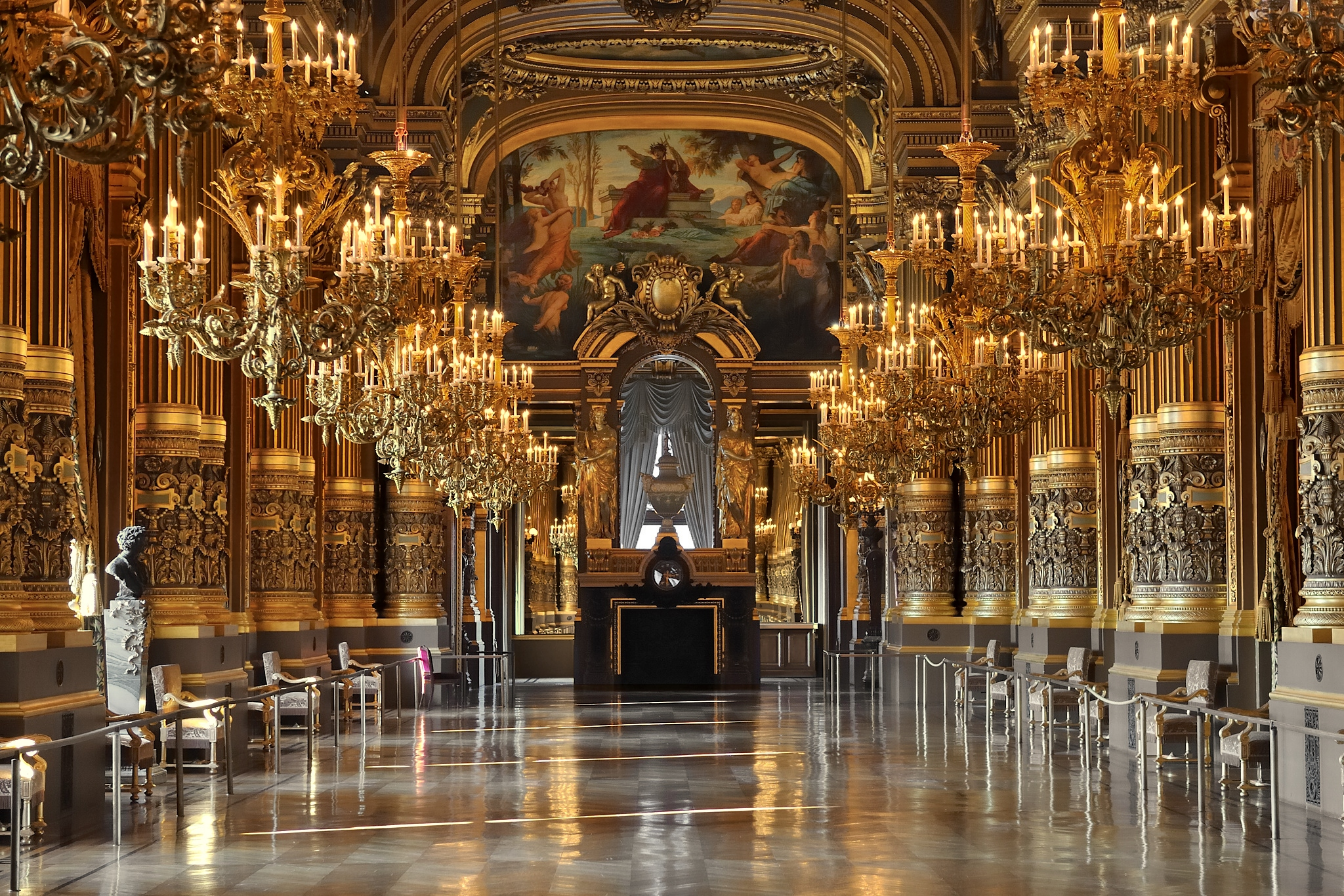
Đại sảnh của Palais Garnier. Về mặt phong cách, nó nhắm đến sự sang trọng kiểu Baroque thông qua các cấu trúc hoành tráng được trang trí lộng lẫy gợi nhớ đến Cung điện Versailles. Tuy nhiên, nó không chỉ là sự hồi sinh của Baroque, mà còn là sự tổng hợp của các phong cách Cổ điển, như Phục hưng, Baroque, Rococo, Tân cổ điển, v.v. Vì vậy, nó là một ví dụ về chủ nghĩa chiết trung

Chủ nghĩa chiết trung (tiếng Đức: Eklektizismus (từ tiếng Hy Lạp ἐκλεκτός, eklektos, "được lựa chọn")), trường phái chọn lọc, trường phái tích hợp  là cách tiếp cận khái niệm mà không tuân thủ theo một mẫu hình hoặc các giả định. Thay vào đó rút ra từ nhiều lý thuyết, ý tưởng để đạt hiểu biết về một chủ đề, hoặc áp dụng các lý thuyết khác nhau vào những trường hợp cụ thể. Tuy nhiên, điều này thường không có quy ước, hay quy định làm thế nào để kết hợp những lý thuyết. Đôi khi nó được cho là không thanh nhã hoặc thiếu sự đơn giản, và người chiết trung đôi khi bị chỉ trích vì sự thiếu nhất quán trong tư duy của họ.
Chủ nghĩa chiết trung trong luân lý học, triết học, chính trị và tôn giáo còn được gọi là chủ nghĩa dung hợp.

## Xuất xứ
Chủ nghĩa chiết trung lần đầu tiên được ghi lại là đã được thực hiện bởi một nhóm các triết gia cổ Hy Lạp và La Mã không nhập vào một hệ thống thực sự nào, mà lựa chọn từ những niềm tin triết học hiện có những học thuyết mà có vẻ hợp lý nhất đối với họ. Từ các tài liệu thu thập này, họ xây dựng một hệ thống triết học mới. Thuật ngữ tiếng Anh Eclecticism xuất phát từ tiếng Hy Lạp ἐκλεκτικός (eklektikos), nghĩa là "sự lựa chọn tốt nhất",, lại từ thuật ngữ ἐκλεκτός (eklektos), "nhặt ra, chọn". Những người Chiết trung được biết đến trong triết học Hy Lạp là Panaetius và Posidonius từ Chủ nghĩa khắc kỷ, và Carneades và Philo của Larissa từ Học viện Platon. Trong số những người La Mã, Cicero đã triệt để chiết trung, khi ông thống nhất học thuyết của trường phái Peripatetikos, Chủ nghĩa khắc kỷ, và Học viện Platon. Những người Chiết trung khác bao gồm Varro và Seneca.

## Hình ảnh minh họa

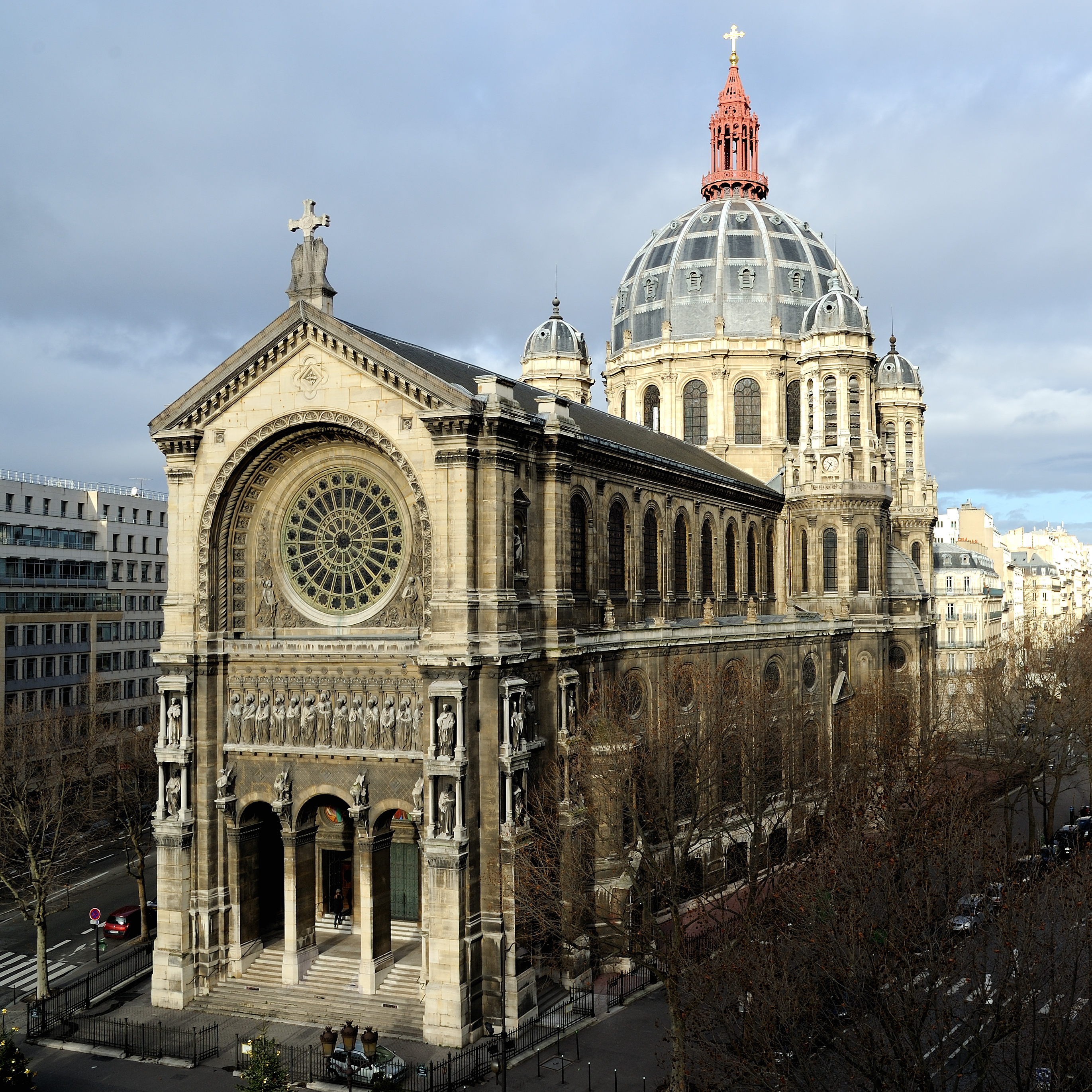
Nhà thờ Saint-Augustin Paris. Mặt tiền với cửa sổ hoa hồng và ô tượng điêu khắc theo phong cách Gothic. Các vòm tròn được mô phỏng theo phong cách Romanesque. Ngược lại, mái vòm dựa trên các mô hình thời Phục Hưng
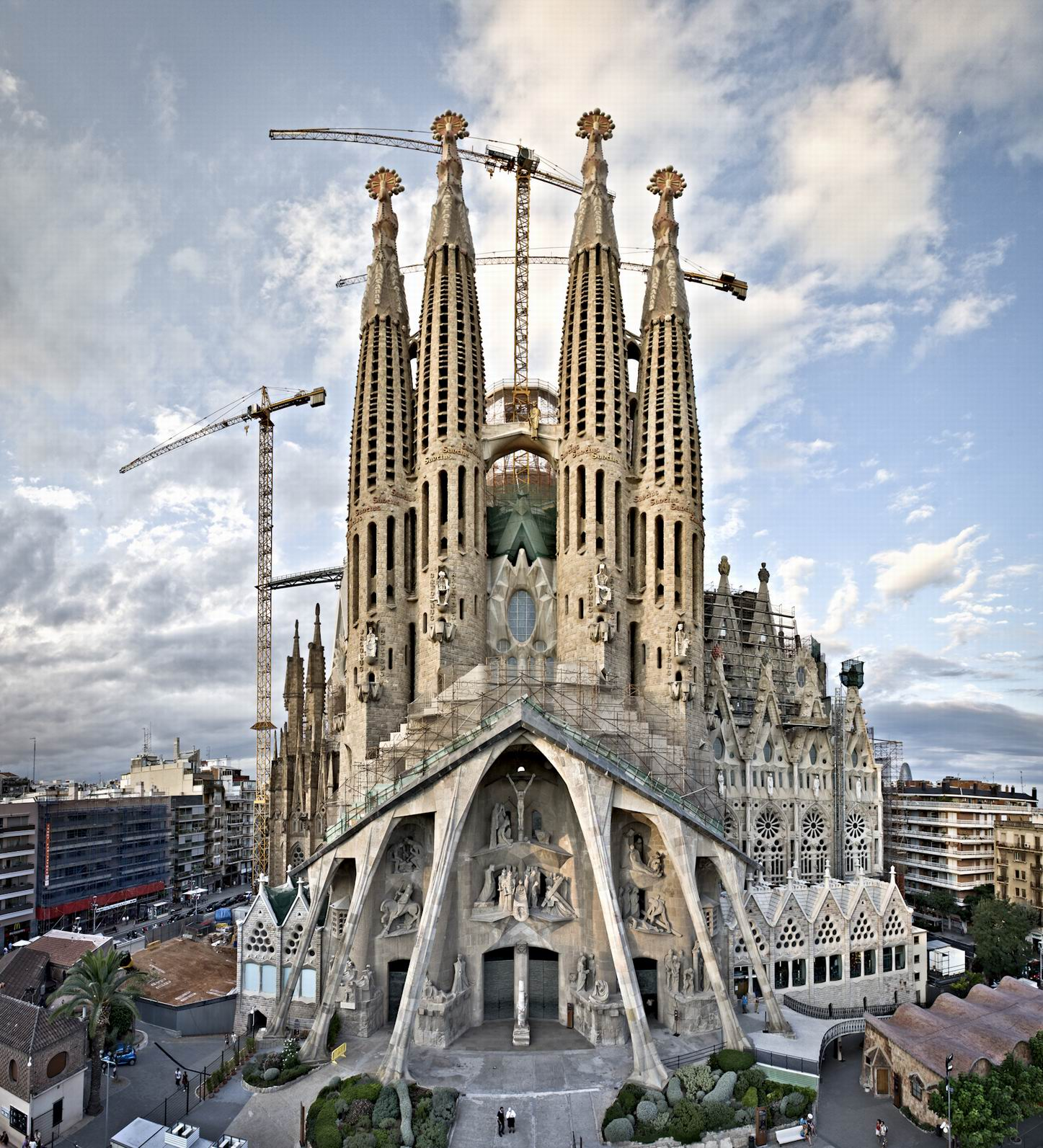
Vương cung thánh đường Sagrada Família là một ví dụ đáng chú ý về phong cách chiết trung trong kiến trúc (en). Các yếu tố của phong cách kiến trúc Gothic đã được kết hợp với các họa tiết và hình thức phương Đông (Orient) được tìm thấy trong thế giới tự nhiên, dẫn đến một cấu trúc độc đáo và nguyên bản. Mặc dù nó được thiết kế vào thời kỳ đỉnh cao của thời kỳ chiết trung (1883–1926), nhưng nó vẫn đang được xây dựng cho đến ngày nay.
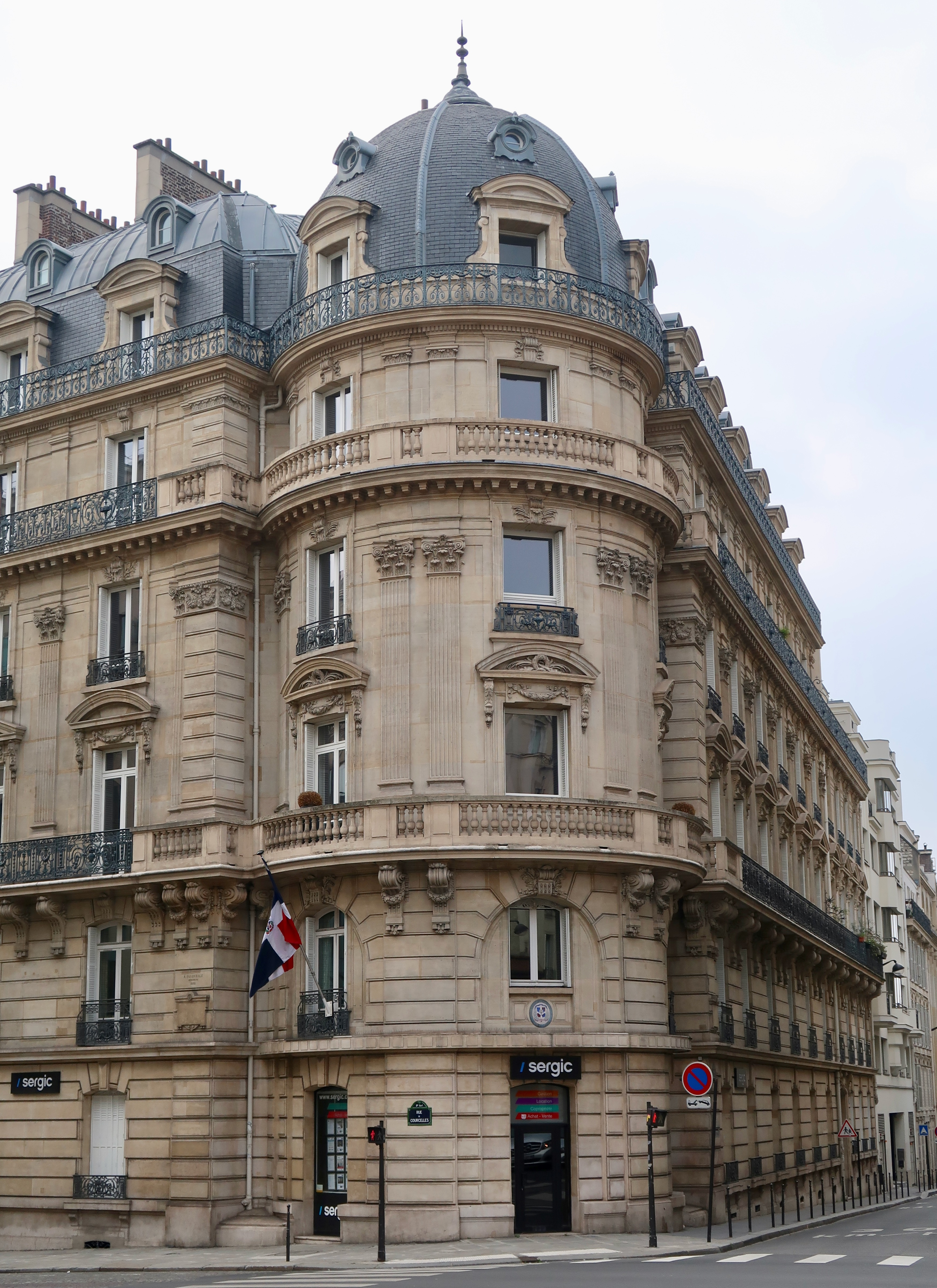
Tòa nhà số 45 đường Rue de Courcelles ở Paris, không rõ kiến trúc sư, không rõ niên đại, một ví dụ về kiến trúc thế kỷ 19 có thể được gọi là "chiết trung" do thực tế là nó sử dụng các yếu tố từ nhiều phong cách Cổ điển, như phong cách Baroque của Pháp và phong cách Louis XVI
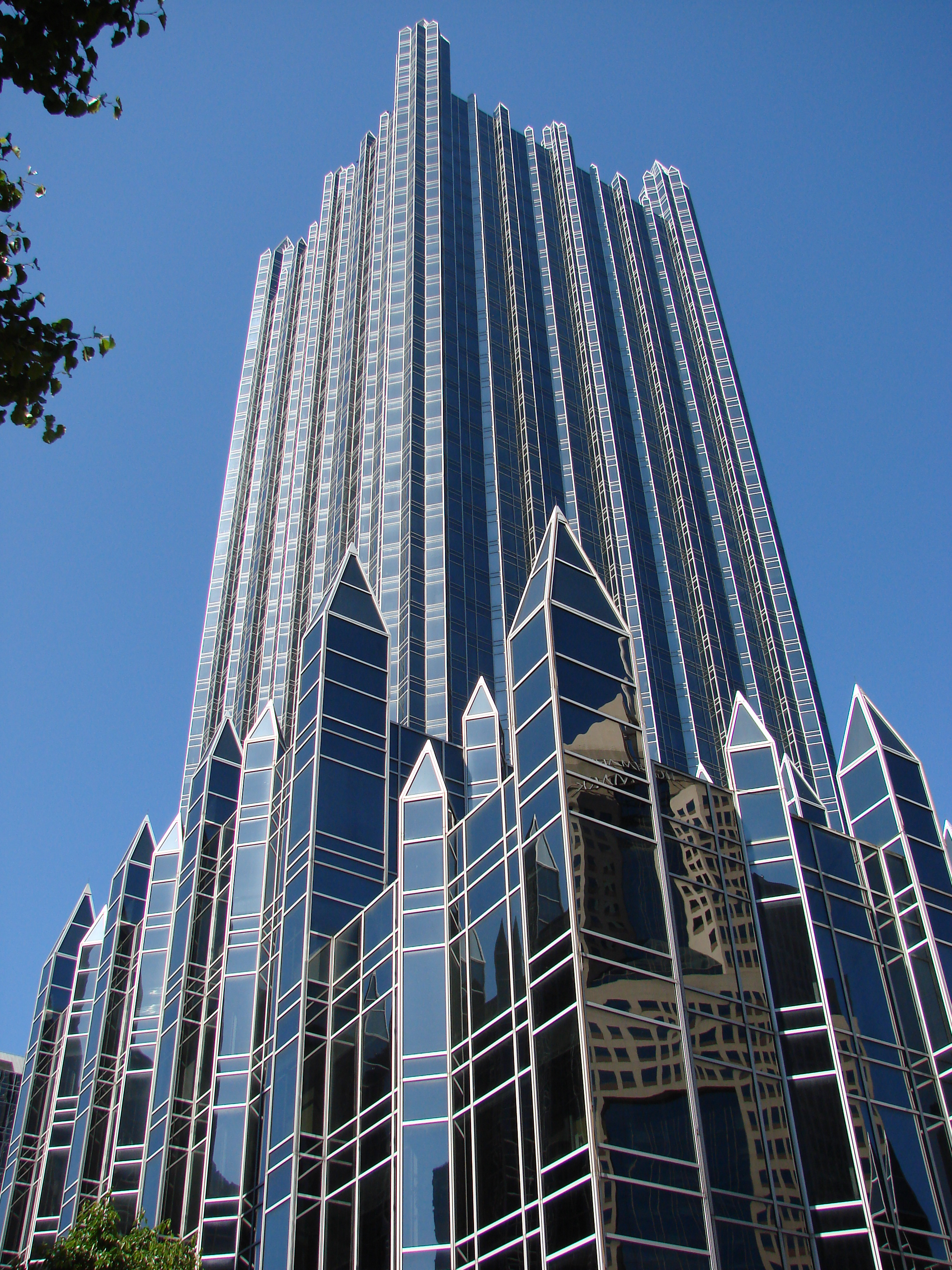
Khu phức hợp PPG Place ở Pittsburgh, Hoa Kỳ, của Philip Johnson và John Burgee, một ví dụ mang tính biểu tượng của kiến trúc Hậu hiện đại, pha trộn giữa sự đơn giản và vật liệu của kiến trúc Hiện đại với các hình dạng và khối lượng lấy từ kiến trúc Gothic, cảm hứng từ Tháp Victoria của Cung điện Westminster và các tòa nhà khác ở London
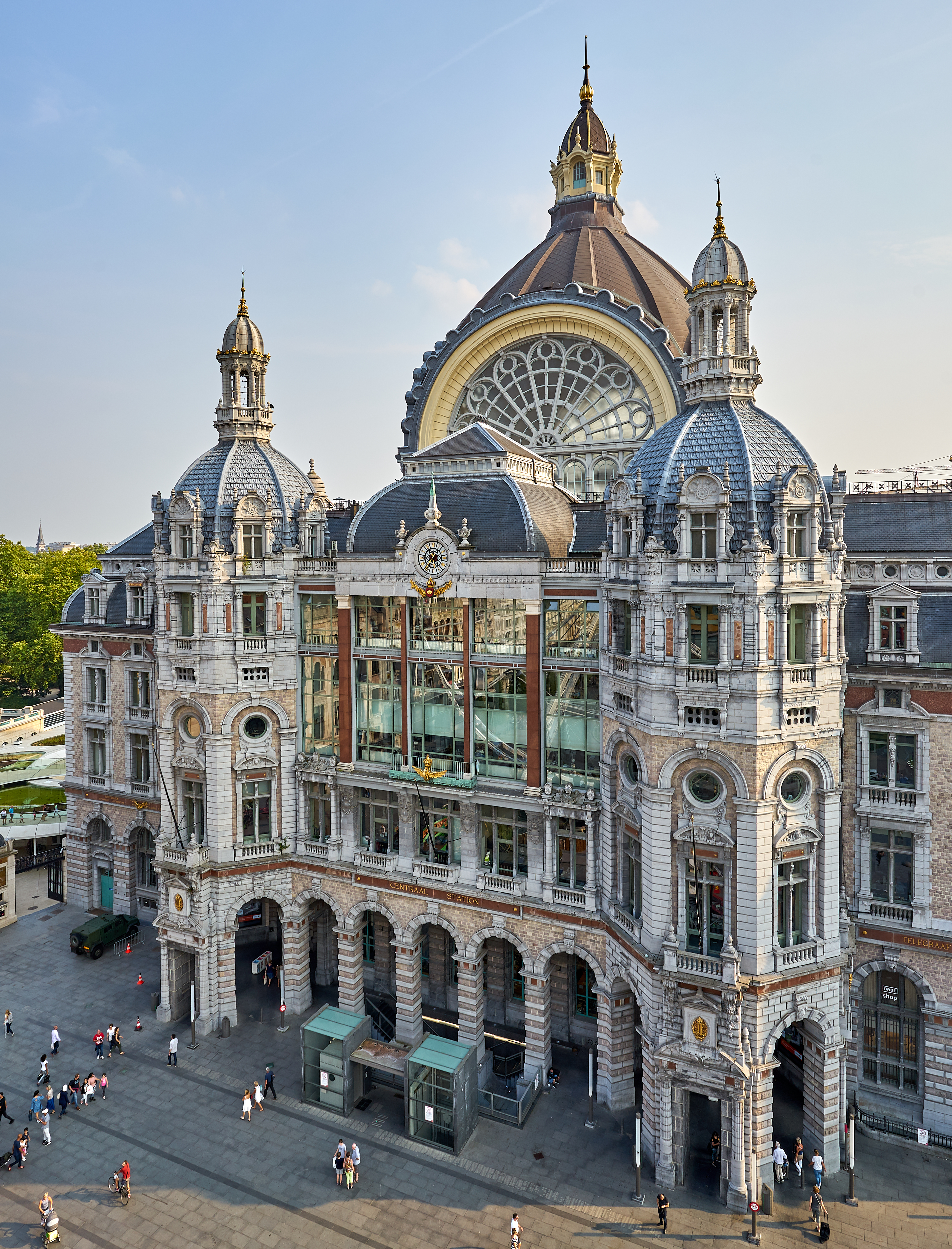
Nhà ga chính ở Antwerpen, sự pha trộn của nhiều phong cách kiến trúc khác nhau, như là  phong cách Byzantine, Neo-Gothic và Art Nouveau
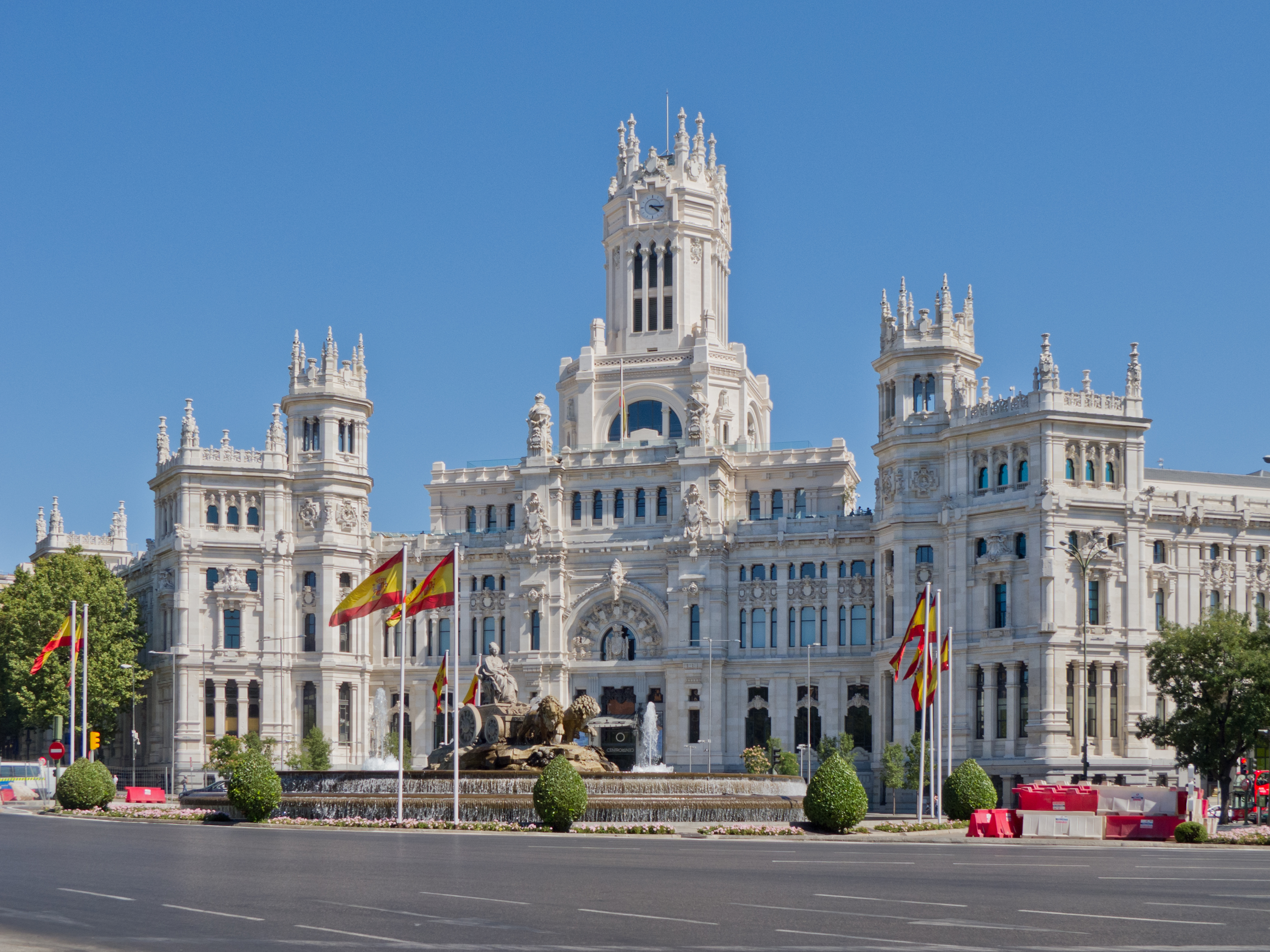
Palacio de Cibeles, trụ sở của chính quyền Madrid
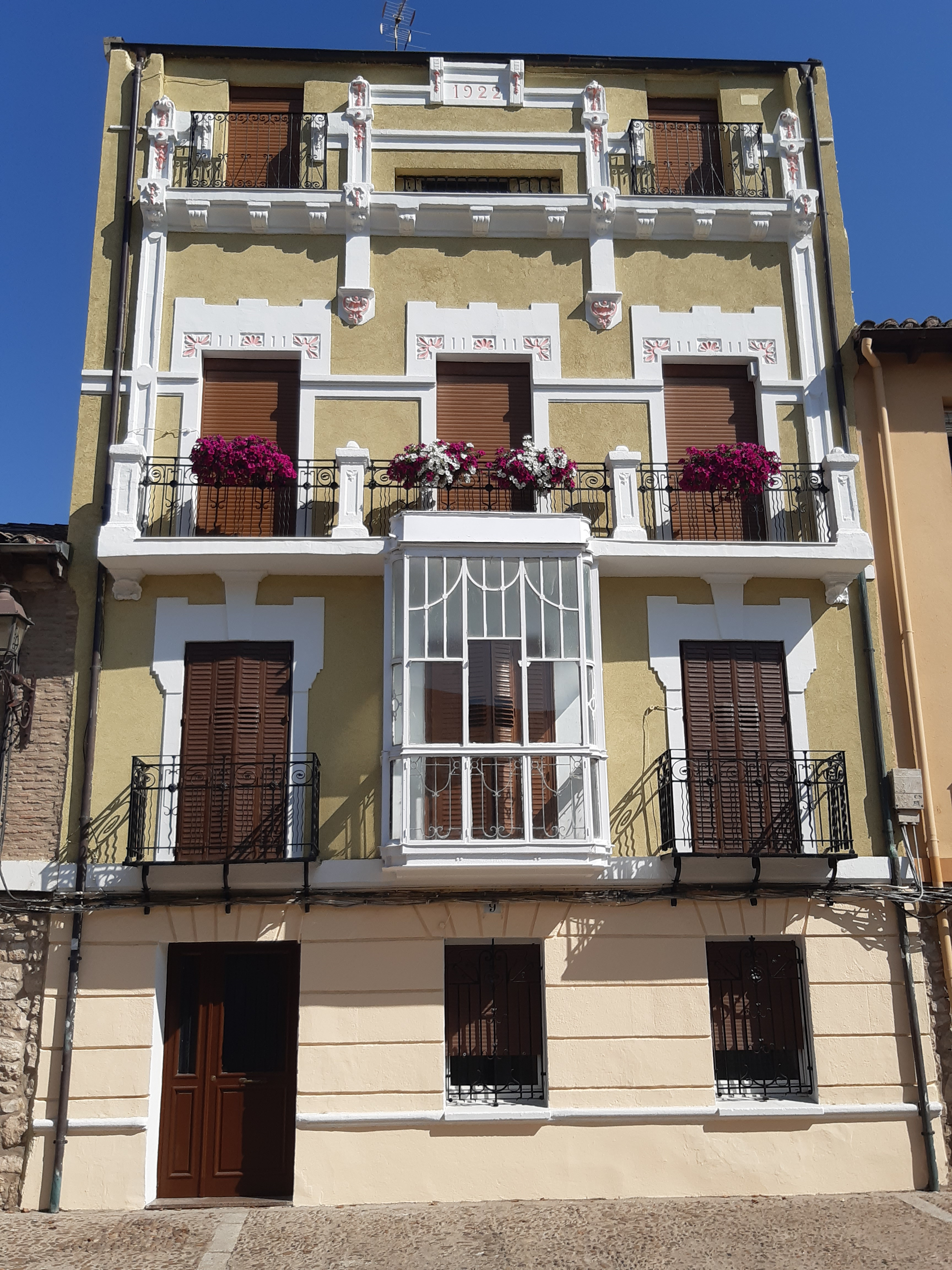
Một ngôi nhà ở đường Alfonso VIII. Burgos, Tây Ban Nha (1922) là sự pha trộn giữa tân gothic với phong cách nghệ thuật Art Nouveau và tân cổ điển